# Sidi Abdellah Ou Saïd
Sidi Abdellah Ou Sai (franska: Sidi Abdellah Ou Sai (CR), Sidi Abdellah Ou Sai (Commune Rurale), arabiska: اوزيوة) är en kommun i Marocko.   Den ligger i provinsen Taroudannt och regionen Souss-Massa, i den centrala delen av landet, 400 km söder om huvudstaden Rabat. Antalet invånare är 4 014.